# Севид
Севид је насељено место у саставу општине Марина, Сплитско-далматинска жупанија, Република Хрватска.

## Географски положај
Севид је туристичко место у обалском делу средње Далмације. Од Сплита је удаљено 45 км, а од Трогира 12 км. Становништво се бави риболовом, маслинарством и гајењем винове лозе.

## Историја
До територијалне реорганизације у Хрватској налазио се у саставу старе општине Трогир.

## Становништво
На попису становништва 2011. године, Севид је имао 267 становника.
| Број становника по пописима | Број становника по пописима | Број становника по пописима | Број становника по пописима | Број становника по пописима | Број становника по пописима | Број становника по пописима | Број становника по пописима | Број становника по пописима | Број становника по пописима | Број становника по пописима | Број становника по пописима | Број становника по пописима | Број становника по пописима | Број становника по пописима | Број становника по пописима |
| --------------------------- | --------------------------- | --------------------------- | --------------------------- | --------------------------- | --------------------------- | --------------------------- | --------------------------- | --------------------------- | --------------------------- | --------------------------- | --------------------------- | --------------------------- | --------------------------- | --------------------------- | --------------------------- |
| 1857                        | 1869                        | 1880                        | 1890                        | 1900                        | 1910                        | 1921                        | 1931                        | 1948                        | 1953                        | 1961                        | 1971                        | 1981                        | 1991                        | 2001                        | 2011                        |
| 0                           | 638                         | 251                         | 263                         | 329                         | 253                         | 1.223                       | 1.301                       | 384                         | 429                         | 394                         | 328                         | 243                         | 219                         | 195                         | 267                         |

Напомена: У 1869., 1921. и 1931. садржи податке за насеља Дворница и Ражањ (општина Рогозница, Шибенско-книнска жупанија). У 1991. повећано је припајањем дела насеља Винишће, где је и садржан део података до 1981.

### Попис1991.
На попису становништва 1991. године, насељено место Севид је имало 219 становника, следећег националног састава:
| Попис 1991.‍  | Попис 1991.‍  | Попис 1991.‍ | Попис 1991.‍ | Попис 1991.‍ |
| ------------ | ------------ | ----------- | ----------- | ----------- |
|              |              |             |             |             |
| Хрвати       | Хрвати       |             | 207         | 94,52%      |
| Украјинци    | Украјинци    |             | 1           | 0,45%       |
| неопредељени | неопредељени |             | 2           | 0,91%       |
| непознато    | непознато    |             | 9           | 4,10%       |
| укупно: 219  |              |             |             |             |